# Danh sách tàu sân bay đang hoạt động

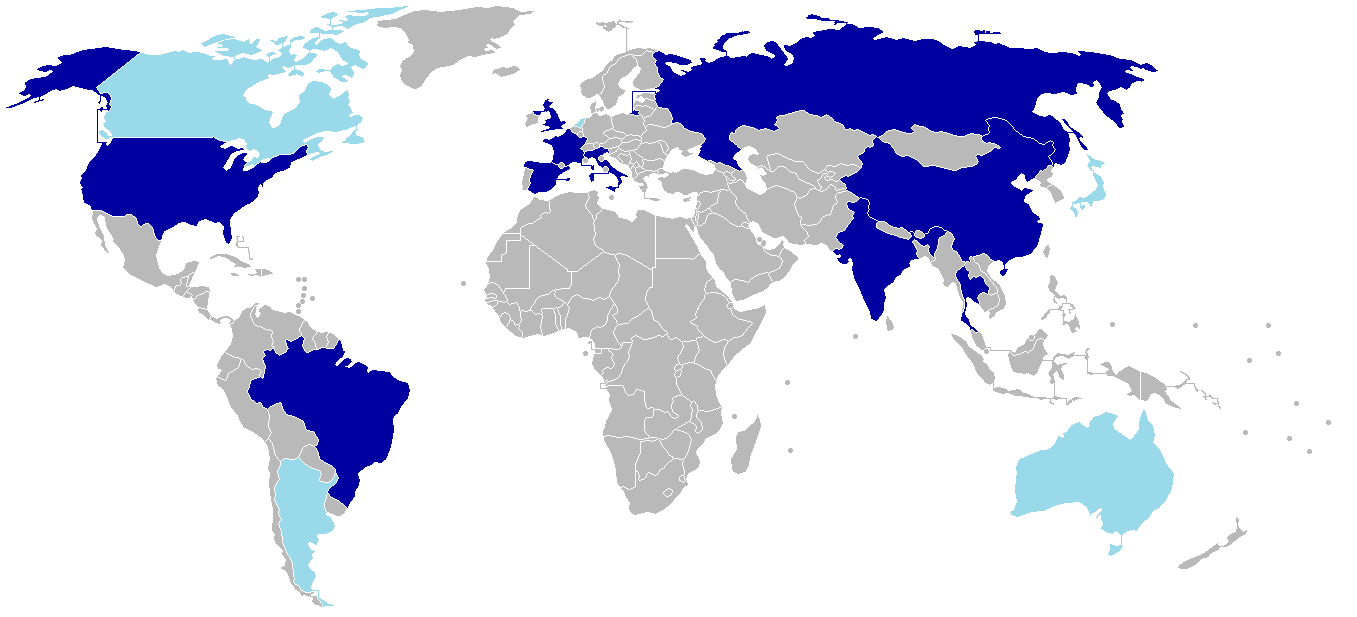
Các quốc gia hiện đang sử dụng tàu sân bay
Các quốc gia từng sử dụng tàu sân bay

Dưới đây là danh sách các quốc gia sở hữu hàng không mẫu hạm, và số lượng mà mỗi nước hiện có.

## Theo quốc gia
| Quốc gia    | Hải quân                         | Đang hoạt động | Dự bị | Đang đóng                | Đang đóng lại |
| ----------- | -------------------------------- | -------------- | ----- | ------------------------ | ------------- |
| Hoa Kỳ      | Hải quân Hoa Kỳ                  | 11             | 6     | 3                        | 0             |
|             |                                  | [ 4 ]          | 0     | 0                        | 0             |
| Nhật Bản    | Lực lượng Phòng vệ Biển Nhật Bản | 10             | 0     | 1 (+1 đang lên kế hoạch) | 1             |
| Anh Quốc    | Hải quân Anh                     | 12             | 0     | 2                        | 0             |
| Ấn Độ       | Hải quân Ấn Độ                   | 1              | 0     | 2                        | 1             |
| Nga         | Hải quân Nga                     | 4              | 0     | 0                        | 0             |
| Pháp        | Hải quân Pháp                    | 2              | 0     | 0                        | 0             |
| Brasil      | Hải quân Brasil                  | 3              | 0     | 0                        | 0             |
| Tây Ban Nha | Hải quân Tây Ban Nha             | 8              | 0     | 0                        | 0             |
| Thái Lan    | Hải quân Thái Lan                | 2              | 0     | 0                        | 0             |
| Trung Quốc  | Hải quân Trung Quốc              | 3              | 0     | 1                        | 0             |
| Úc          | Hải quân Úc                      | 0              | 0     | 1                        | 1             |
| Ý           | Hải quân Ý                       | 2              | 0     | 0                        | 0             |
| Thổ Nhĩ Kỳ  | Hải quân Thổ Nhĩ Kỳ              | 0              | 0     | 0 (+1 đang lên kế hoạch) | 0             |

## Đang hoạt động
| Quốc gia    | Tàu                      | Số hiệu vỏ tàu | Lượng giãn nước | Lớp               | Kiểu                                      | Sử dụng từ           |
| ----------- | ------------------------ | -------------- | --------------- | ----------------- | ----------------------------------------- | -------------------- |
| Brasil      | São Paulo                | A12            | 32.800 tấn      | Clemenceau        | Chạy bằng năng lượng thông thường         | 15 tháng 11 năm 2000 |
| Nhật Bản    | Hyūga                    | DDH-181        | 19.000 tấn      | "Hyūga"           | Chạy bằng năng lượng thông thường         | 18 tháng 3 năm 2009  |
| Nhật Bản    | Ise                      | DDH-182        | 18.000 tấn      | "Hyūga"           | Chạy bằng năng lượng thông thường         | 16 tháng 3 năm 2011  |
| Hàn Quốc    | Dokdo                    | LPH-6111       | 18.800 tấn      | "Dokdo"           | Chạy bằng năng lượng thông thường         | 3 tháng 7 năm 2007   |
| Trung Quốc  | Liêu Ninh                | CV-16          | 59.100 tấn      | Kuznetsov         | Chạy bằng năng lượng thông thường         | 25 tháng 9 năm 2012  |
| Pháp        | Charles de Gaulle        | R91            | 42.000 tấn      | -                 | Chạy bằng năng lượng hạt nhân             | 18 tháng 5 năm 2001  |
| Ấn Độ       | INS Viraat               | R22            | 28.700 tấn      | Centaur           | Chạy bằng năng lượng thông thường, STOVL  | 20 tháng 5 năm 1987  |
| Ý           | Conte di Cavour          | 550            | 27.100 tấn      | -                 | Chạy bằng năng lượng thông thường, STOVL  | 27 tháng 3 năm 2008  |
| Ý           | Giuseppe Garibaldi       | 551            | 13.850 tấn      | -                 | Chạy bằng năng lượng thông thường, STOVL  | 30 tháng 9 năm 1985  |
| Nga         | Đô đốc Kuznetsov         | 063            | 55.000 tấn      | Admiral Kuznetsov | Chạy bằng năng lượng thông thường, STOBAR | 21 tháng 1 năm 1991  |
| Tây Ban Nha | Principe de Asturias     | R11            | 16.700 tấn      | -                 | Chạy bằng năng lượng thông thường, STOVL  | 30 tháng 5 năm 1988  |
| Thái Lan    | HTMS Chakri Naruebet     | CVH-911        | 11.400 tấn      | -                 | Chạy bằng năng lượng thông thường, STOVL  | 10 tháng 8 năm 1997  |
| Anh Quốc    | HMS Illustrious          | R06            | 22.000 tấn      | Invincible        | Chạy bằng năng lượng thông thường, STOVL  | 20 tháng 6 năm 1982  |
| Hoa Kỳ      | USS Enterprise           | CVN-65         | 94.700 tấn      | Enterprise        | Chạy bằng năng lượng hạt nhân             | 25 tháng 11 năm 1961 |
| Hoa Kỳ      | USS Nimitz               | CVN-68         | 100.000 tấn     | Nimitz            | Chạy bằng năng lượng hat nhân             | 3 tháng 5 năm 1975   |
| Hoa Kỳ      | USS Dwight D. Eisenhower | CVN-69         | 101.600 tấn     | Nimitz            | Chạy bằng năng lượng hat nhân             | 18 tháng 10 năm 1977 |
| Hoa Kỳ      | USS Carl Vinson          | CVN-70         | 101.300 tấn     | Nimitz            | Chạy bằng năng lượng hat nhân             | 13 tháng 3 năm 1982  |
| Hoa Kỳ      | USS Theodore Roosevelt   | CVN-71         | 104.600 tấn     | Nimitz            | Chạy bằng năng lượng hat nhân             | 25 tháng 10 năm 1986 |
| Hoa Kỳ      | USS Abraham Lincoln      | CVN-72         | 100.000 tấn     | Nimitz            | Chạy bằng năng lượng hat nhân             | 11 tháng 11 năm 1989 |
| Hoa Kỳ      | USS George Washington    | CVN-73         | 104.200 tấn     | Nimitz            | Chạy bằng năng lượng hat nhân             | 4 tháng 7 năm 1992   |
| Hoa Kỳ      | USS John C. Stennis      | CVN-74         | 103.300 tấn     | Nimitz            | Chạy bằng năng lượng hat nhân             | 9 tháng 12 năm 1995  |
| Hoa Kỳ      | USS Harry S. Truman      | CVN-75         | 103.900 tấn     | Nimitz            | Chạy bằng năng lượng hat nhân             | 25 tháng 7 năm 1998  |
| Hoa Kỳ      | USS Ronald Reagan        | CVN-76         | 101.400 tấn     | Nimitz            | Chạy bằng năng lượng hat nhân             | 12 tháng 7 năm 2003  |
| Hoa Kỳ      | USS George H. W. Bush    | CVN-77         | 102.000 tấn     | Nimitz            | Chạy bằng năng lượng hat nhân             | 10 tháng 1 năm 2009  |

## Dự bị
| Quốc gia | Tàu                 | Số hiệu vỏ tàu | Lượng giãn nước | Lớp        | Kiểu                              | Sử dụng từ           | Dự bị từ            |
| -------- | ------------------- | -------------- | --------------- | ---------- | --------------------------------- | -------------------- | ------------------- |
| Hoa Kỳ   | USS Forrestal       | CV-59          | 81.100 tấn      | Forrestal  | Chạy bằng năng lượng thông thường | 1 tháng 10 năm 1955  | 11 tháng 9 năm 1993 |
| Hoa Kỳ   | USS Ranger          | CV-61          | 81.100 tấn      | Forrestal  | Chạy bằng năng lượng thông thường | 10 tháng 8 năm 1957  | 10 tháng 7 năm 1993 |
| Hoa Kỳ   | USS Independence    | CV-62          | 80.643 tấn      | Forrestal  | Chạy bằng năng lượng thông thường | 10 tháng 1 năm 1959  | 30 tháng 9 năm 1998 |
| Hoa Kỳ   | USS Kitty Hawk      | CV-63          | 81.985 tấn      | Kitty Hawk | Chạy bằng năng lượng thông thường | 21 tháng 4 năm 1961  | 31 tháng 1 năm 2009 |
| Hoa Kỳ   | USS Constellation   | CV-64          | 82.538 tấn      | Kitty Hawk | Chạy bằng năng lượng thông thường | 27 tháng 10 năm 1961 | 6 tháng 8 năm 2003  |
| Hoa Kỳ   | USS John F. Kennedy | CV-67          | 82.655 tấn      | Kitty Hawk | Chạy bằng năng lượng thông thường | 7 tháng 9 năm 1968   | 1 tháng 8 năm 2007  |

## Đang đặt đóng hoặc đang đóng lại
| Quốc gia   | Tàu                                     | Số hiệu vỏ tàu | Lượng giãn nước | Lớp             | Kiểu                                      | Sử dụng từ           | Tình trạng    |
| ---------- | --------------------------------------- | -------------- | --------------- | --------------- | ----------------------------------------- | -------------------- | ------------- |
| Trung Quốc | Varyag (tên Trung Quốc đặt là Thi Lang) | Type-004       | 60.000 tấn      | Varyag          | Chạy bằng năng lượng thông thường, STOBAR | 2015 (dự kiến)       | Đang đóng lại |
| Ấn Độ      | INS Vikramaditya                        | R33            | 44.570 tấn      | Đô đốc Gorshkov | Chạy bằng năng lượng thông thường, STOBAR | 2013 (theo kế hoạch) | Đang đóng lại |
| Ấn Độ      | INS Vikrant                             | IAC-I          | 40.000 tấn      | Vikrant         | Chạy bằng năng lượng thông thường, STOBAR | 2017 (dự kiến)       | Đang đóng     |
| Ấn Độ      | INS Vishal                              | IAC-II         | 65.000 tấn      | Vikrant         | Chạy bằng năng lượng thông thường         | 2025 (dự kiến)       | Đang đóng     |
| Anh Quốc   | HMS Queen Elizabeth                     | R08            | 65.600 tấn      | Queen Elizabeth | Chạy bằng năng lượng thông thường         | 2016 (dự kiến)       | Đang đóng     |
| Anh Quốc   | HMS Prince of Wales                     | R09            | 65.600 tấn      | Queen Elizabeth | Chạy bằng năng lượng thông thường         | 2018 (dự kiến)       | Đang đóng     |
| Hoa Kỳ     | USS Gerald R. Ford                      | CVN-78         | 100.000 tấn     | Gerald R. Ford  | Chạy bằng năng lượng hạt nhân             | 2016 (dự kiến)       | Đang đóng     |
| Hoa Kỳ     | USS John F. Kennedy                     | CVN-79         | 100.000 tấn     | Gerald R. Ford  | Chạy bằng năng lượng hạt nhân             | 2020 (dự kiến)       | Đã đặt hàng   |
| Hoa Kỳ     | USS Enterprise                          | CVN-80         | 100.000 tấn     | Gerald R. Ford  | Chạy bằng năng lượng hạt nhân             | 2025 (dự kiến)       | Đã đặt hàng   |